# Anancistrogera chopardi
Anancistrogera chopardi är en insektsart som först beskrevs av Heinrich Hugo Karny 1926.  Anancistrogera chopardi ingår i släktet Anancistrogera och familjen Gryllacrididae. Inga underarter finns listade i Catalogue of Life.